# 異常分散レンズ
異常分散レンズ（英:Extra-low dispersion lens 、Extraordinary low dispersion  lens ）は異常部分分散性を持ったガラスを使ったレンズのこと。特殊低分散レンズなどとも呼ばれる。

## 概要
色収差の少ないアポクロマートを実現するために用いられ、レンズメーカーによりEDレンズ・UDレンズ・LDレンズ・SDレンズなどと呼称される。異常分散ガラスによって作られたレンズを適切に使用すると非常に色収差の少ない像を得ることができ、高性能を要求する光学機器、特にカメラ用レンズ・顕微鏡・望遠鏡などに用いられる。

### 異常部分分散性とは
ある波長範囲における屈折率差を部分分散と呼ぶ。通常のガラスでは部分分散は可視光線近傍領域では波長にあまり依存しない。波長によって部分分散が特異に変化するものを異常部分分散・特殊分散と呼ぶ。青（500 nm程度）の領域の分散性が特異に低いものを低分散・高いものを高分散と呼ぶ。

### 組成など
異常部分分散性・低分散性を持つレンズである蛍石レンズはフッ化カルシウムの人造単結晶を削りだしたもので、ガラスではない。このフッ化カルシウムの単結晶の製造は、技術的にかなり困難で、素材が軟らかく割れやすいため切削・研磨が困難である等欠点が多い。そのため代替品が求められてきた。この要望を背景に、開発されたのが異常分散ガラスである。製品としてはオハラの「S-FPL51」や「S-FPL53」、ドイツ・ショットの「FK51」などがある。
原料には五酸化二リン・フッ化アルミニウム・フッ化カルシウムなどが使用され、通常の酸化物ガラスと異なり陰イオン成分として酸素イオンとフッ素イオンが共存する組成を持つ。異常分散ガラスは通常の光学ガラスと同様に原料を溶融後急冷して作られる非晶質の透明材料であるが、製造の難易度は人造蛍石よりは低いとはいえ、通常の光学ガラスよりは高い。異常分散ガラスの光学特性は酸素とフッ素の陰イオンのモル濃度比率によってほぼ決まり、フッ素が多く酸素が少なくなるほど低屈折率低分散（大アッベ数）の特性となる。このため異常分散ガラスは屈折率とアッベ数の組み合わせの多様性に乏しく、アッベ図上にプロットするとほぼ一直線の系列上に並ぶ。
多くは既存のガラス（ケイ素酸化物系）に無機フッ素化合物や無機リン酸化物・ホウ素化合物などを加えて特性を改良したものであるが、リン酸クラウンガラス（PK）などケイ素成分を含まないものも存在する。
色収差をさらに低減させたレンズを「SDレンズ」と呼ぶこともあるが、EDレンズとの境界は不明瞭で、場合によってはほぼ同様の意味で用いられる。一般的に世界各国では、両者を概括してEDと呼び、SDの呼称は一般的ではない。しかし、日本ではこれらを区別しており、蛍石に非常に近い特性を持つものをSDガラス、近い特性を持つものをEDガラス、としている。
1969年に蛍石を写真用レンズに世界で初めて使用したキヤノンは、カタログなどにおいて、UDレンズと蛍石レンズの性質に関して「UDレンズは2枚で蛍石レンズ1枚に相当する」と謳っている。
多様な光学機器の設計及び製造に関して重要な光学的性質である、異常部分分散性は蛍石に劣るものの、コストと耐候性では有利である。

## 歴史
ヨゼフ・フォン・フラウンホーファーが試作したものの極端に腐食に弱く実用化に失敗、実用化は天然の結晶を利用した蛍石レンズが先行した。実例としては1837年のビュースターによる顕微鏡レンズ、1888年のエルンスト・アッベによる顕微鏡用対物レンズなどが挙げられる。
実用品は1960年代後半から1970年代前半にかけて開発された。ショットが1966年に開発したクラウンガラス「FK50」が実用品として世界初とされ、その後順次開発が進んだ。さらに日本の光学メーカーがこれに追随した。耐候性、価格、製造技術などは飛躍的に進歩し、現代に至っている。1987年には住田光学ガラス社により世界で初めて蛍石と同等の分散（アッベ数95）を持つ光学ガラス「K-CaFK95」が製品化された。